# 790-е годы
790-е (семьсо́т девяно́стые) го́ды по юлианскому календарю — промежуток времени с 1 января 790 года по 31 декабря 799 года, включающий 790 год 9-го десятилетия   и с 791 по 799 годы    10-го десятилетия VIII века 1-го тысячелетия.  Они закончились 1226 лет назад.

## Важнейшие события
- Эпоха викингов (793—1066).
- Конец VIII века — Завоевание войсками Карла Хорватии и Словении.
- Конец VIII века — Образование Западно-Грузинского (Абхазского) царства.
- Конец VIII века — В долину рек Джамны и Ганга начались вторжения племён, живших на территории Раджастхана и Северного Гуджарата. Один из вождей рода Пратихаров постепенно подчиняет себе значительную часть Раджастхана[1].
- Конец VIII века — Власть в царстве Гана переходит к правителям Сисе Тункара. Владения Ганы достигали верховьев Нигера, Сенегала и доходили до Бауле.
- Начало 790-х годов — Роду Фудзивара удаётся захватить императора Камму и перевезти его из Нары в провинцию Ямасиро.